# Hráčské statistiky Karolíny Plíškové
Hráčské statistiky Karolíny Plíškové zahrnují výsledky tenisové kariéry profesionální tenistky, která se v létě 2017 stala první Češkou figurující na prvním místě žebříčku WTA ve dvouhře.
Na tenisový okruhu WTA vstoupila v roce 2007 a od té doby vyhrála sedmnáct turnajů ve dvouhře, včetně dvou vítězství na turnajích kategorie Premier 5 na Cincinnati Masters 2016 a Rome Masters 2019. Na grandslamové úrovni se probojovala nejdále do finále US 2016 a finále Wimbledonu 2021. Ve čtyřhře získala pět titulů, tři z nich se svým dvojčetem Kristýnou Plíškovou.

## Finále velkých turnajů

### Grand Slam

#### Ženská dvouhra: 2 (0–2)
| Stav       | rok  | turnaj    | povrch | soupeřka ve finále  | výsledek           |
| ---------- | ---- | --------- | ------ | ------------------- | ------------------ |
| Finalistka | 2016 | US Open   | tvrdý  | Angelique Kerberová | 3–6, 6–4, 4–6      |
| Finalistka | 2021 | Wimbledon | tráva  | Ashleigh Bartyová   | 3–6, 7–6(7–4), 3–6 |

### WTA Premier Mandatory & 5 / WTA 1000

#### Ženská dvouhra: 7 (2–5)
| Stav       | rok  | turnaj                         | povrch | soupeřka ve finále  | výsledek      |
| ---------- | ---- | ------------------------------ | ------ | ------------------- | ------------- |
| Finalistka | 2015 | Dubaj, Spojené arabské emiráty | tvrdý  | Simona Halepová     | 4–6, 6–7(4–7) |
| Vítězka    | 2016 | Cincinnati, Spojené státy      | tvrdý  | Angelique Kerberová | 6–3, 6–1      |
| Finalistka | 2019 | Miami, Spojené státy           | tvrdý  | Ashleigh Bartyová   | 6–7(1–7), 3–6 |
| Vítězka    | 2019 | Řím, Itálie                    | antuka | Johanna Kontaová    | 6–3, 6–4      |
| Finalistka | 2020 | Řím, Itálie                    | antuka | Simona Halepová     | 0–6, 1–2skreč |
| Finalistka | 2020 | Řím, Itálie                    | antuka | Iga Świąteková      | 0–6, 0–6      |
| Finalistka | 2021 | Montréal, Kanada               | tvrdý  | Camila Giorgiová    | 3–6, 5–7      |

#### Čtyřhra (0–1)
| Stav       | rok  | turnaj                      | povrch | spoluhráčka     | soupeřky ve finále                             | výsledek         |
| ---------- | ---- | --------------------------- | ------ | --------------- | ---------------------------------------------- | ---------------- |
| Finalistka | 2016 | Indian Wells, Spojené státy | tvrdý  | Julia Görgesová | Bethanie Matteková-Sandsová Coco Vandewegheová | 6–4, 4–6, [6–10] |

## Postavení na žebříčku WTA

### Počet týdnů
| Počet týdnů na žebříčku WTA                         | Počet týdnů na žebříčku WTA | Počet týdnů na žebříčku WTA | Počet týdnů na žebříčku WTA | Počet týdnů na žebříčku WTA |
| do úrovně                                           | poprvé                      | naposledy                   | počet týdnů                 | nejvíc v řadě               |
| --------------------------------------------------- | --------------------------- | --------------------------- | --------------------------- | --------------------------- |
| Top 100                                             | 4. března 2013              | 16. února 2025              | 604                         | 604                         |
| Top 50                                              | 9. června 2014              | 9. února 2025               | 527                         | 483                         |
| Top 20                                              | 19. ledna 2015              | 16. července 2023           | 403                         | 372                         |
| Top 10                                              | 10. srpna 2015              | 10. července 2022           | 289                         | 230                         |
| Top 5                                               | 10. října 2016              | 27. února 2022              | 158                         | 53                          |
| Top 3                                               | 30. ledna 2017              | 31. října 2021              | 91                          | 49                          |
| Top 2                                               | 17. července 2017           | 2. února 2020               | 30                          | 21                          |
| Top 1                                               | 17. července 2017           | 10. září 2017               | 8                           | 8                           |
| tučně – aktivní šňůra, aktualizováno 24. února 2025 |                             |                             |                             |                             |

| Období na pozici světové jedničky | Období na pozici světové jedničky | Období na pozici světové jedničky | Období na pozici světové jedničky | Období na pozici světové jedničky |
| Č.                                | Den nástupu                       | Datum odchodu                     | Počet týdnů                       |                                   |
| --------------------------------- | --------------------------------- | --------------------------------- | --------------------------------- | --------------------------------- |
| 1.                                | 17. července 2017                 | 10. září 2017                     | 8                                 |                                   |
| Celkem                            | Celkem                            | Celkem                            | 8                                 |                                   |

## Finále na okruhu WTA Tour
| Legenda                                                 |
| ------------------------------------------------------- |
| D – dvouhra; Č – čtyřhra                                |
| Grand Slam (0–2 D)                                      |
| Turnaj mistryň (0)                                      |
| WTA Elite Trophy (0–1 D)                                |
| Premier Mandatory & Premier 5 / WTA 1000 (2–5 D; 0–1 Č) |
| Premier / WTA 500 (9–4 D; 1–0 Č)                        |
| International / WTA 250 (6–5 D; 4–1 Č)                  |

### Dvouhra: 34 (17–17)
| Stav       | č.  | datum             | turnaj                                | kategorie         | povrch     | soupeřka ve finále          | výsledek                |
| ---------- | --- | ----------------- | ------------------------------------- | ----------------- | ---------- | --------------------------- | ----------------------- |
| Vítězka    | 1.  | 3. března 2013    | Kuala Lumpur, Malajsie                | International     | tvrdý      | Bethanie Matteková-Sandsová | 1–6, 7–5, 6–3           |
| Finalistka | 1.  | 2. února 2014     | Pattaya, Thajsko                      | International     | tvrdý      | Jekatěrina Makarovová       | 3–6, 6–7(7–9)           |
| Finalistka | 2.  | 24. května 2014   | Norimberk, Německo                    | International     | antuka     | Eugenie Bouchardová         | 2–6, 6–4, 3–6           |
| Finalistka | 3.  | 14. září 2014     | Hongkong, Hongkong                    | International     | tvrdý      | Sabine Lisická              | 5–7, 3–6                |
| Vítězka    | 2.  | 21. září 2014     | Soul, Jižní Korea                     | International     | tvrdý      | Varvara Lepčenková          | 6–3, 6–7(5–7), 6–2      |
| Vítězka    | 3.  | 12. října 2014    | Linec, Rakousko                       | International     | tvrdý (h)  | Camila Giorgiová            | 6–7(4–7), 6–3, 7–6(7–4) |
| Finalistka | 4.  | 16. ledna 2015    | Sydney, Austrálie                     | Premier           | tvrdý      | Petra Kvitová               | 6–7(5–7), 6–7(6–8)      |
| Finalistka | 5.  | 21. února 2015    | Dubaj, Spojené arabské emiráty        | Premier 5         | tvrdý      | Simona Halepová             | 4–6, 6–7(4–7)           |
| Vítězka    | 4.  | 2. května 2015    | Praha, Česko                          | International     | antuka     | Lucie Hradecká              | 4–6, 7–5, 6–3           |
| Finalistka | 6.  | 21. června 2015   | Birmingham, Spojené království        | Premier           | tráva      | Angelique Kerberová         | 7–6(7–5), 3–6, 6–7(4–7) |
| Finalistka | 7.  | 9. srpna 2015     | Stanford, Spojené státy               | Premier           | tvrdý      | Angelique Kerberová         | 3–6, 7–5, 4–6           |
| Finalistka | 8.  | 8. listopadu 2015 | Ču-chaj, Čína                         | Elite Trophy      | tvrdý (h)  | Venus Williamsová           | 5–7, 6–7(6–8)           |
| Vítězka    | 5.  | 12. června 2016   | Nottingham, Spojené království        | International     | tráva      | Alison Riskeová             | 7–6(10–8), 7–5          |
| Finalistka | 9.  | 25. června 2016   | Eastbourne, Spojené království        | Premier           | tráva      | Dominika Cibulková          | 5–7, 3–6                |
| Vítězka    | 6.  | 21. srpna 2016    | Cincinnati, Spojené státy             | Premier 5         | tvrdý      | Angelique Kerberová         | 6–3, 6–1                |
| Finalistka | 10. | 10. září 2016     | US Open, New York, Spojené státy      | Grand Slam        | tvrdý      | Angelique Kerberová         | 3–6, 6–4, 4–6           |
| Vítězka    | 7.  | 7. ledna 2017     | Brisbane, Austrálie                   | Premier           | tvrdý      | Alizé Cornetová             | 6–0, 6–3                |
| Vítězka    | 8.  | 18. února 2017    | Dauhá, Katar                          | Premier           | tvrdý      | Caroline Wozniacká          | 6–3, 6–4                |
| Vítězka    | 9.  | 1. července 2017  | Eastbourne, Spojené království        | Premier           | tráva      | Caroline Wozniacká          | 6–4, 6–4                |
| Vítězka    | 10. | 29. dubna 2018    | Stuttgart, Německo                    | Premier           | antuka (h) | Coco Vandewegheová          | 7–6(7–2), 6–4           |
| Vítězka    | 11. | 23. září 2018     | Tokio, Japonsko                       | Premier           | tvrdý (h)  | Naomi Ósakaová              | 6–4, 6–4                |
| Finalistka | 11. | 14. října 2018    | Tchien-ťin, Čína                      | International     | tvrdý      | Caroline Garciaová          | 6–7(7–9), 3–6           |
| Vítězka    | 12. | 6. ledna 2019     | Brisbane, Austrálie (2)               | Premier           | tvrdý      | Lesja Curenková             | 4–6, 7–5, 6–2           |
| Finalistka | 12. | 30. března 2019   | Miami, Spojené státy                  | Premier Mandatory | tvrdý      | Ashleigh Bartyová           | 6–7(1–7), 3–6           |
| Vítězka    | 13. | 19. května 2019   | Řím, Itálie                           | Premier 5         | antuka     | Johanna Kontaová            | 6–3, 6–4                |
| Vítězka    | 14. | 29. června 2019   | Eastbourne, Spojené království (2)    | Premier           | tráva      | Angelique Kerberová         | 6–1, 6–4                |
| Vítězka    | 15. | 15. září 2019     | Čeng-čou, Čína                        | Premier           | tvrdý      | Petra Martićová             | 6–3, 6–2                |
| Vítězka    | 16. | 12. ledna 2020    | Brisbane, Austrálie (3)               | Premier           | tvrdý      | Madison Keysová             | 6–4, 4–6, 7–5           |
| Finalistka | 13. | 21. září 2020     | Řím, Itálie                           | Premier 5         | antuka     | Simona Halepová             | 0–6, 1–2 skreč          |
| Finalistka | 14. | 16. května 2021   | Řím, Itálie                           | WTA 1000          | antuka     | Iga Świąteková              | 0–6, 0–6                |
| Finalistka | 15. | 10. července 2021 | Wimbledon, Londýn, Spojené království | Grand Slam        | tráva      | Ashleigh Bartyová           | 3–6, 7–6(7–4), 3–6      |
| Finalistka | 16. | 15. srpna 2021    | Montréal, Kanada                      | WTA 1000          | tvrdý      | Camila Giorgiová            | 3–6, 5–7                |
| Vítězka    | 17. | 11. února 2024    | Kluž, Rumunsko                        | WTA 250           | tvrdý (h)  | Ana Bogdanová               | 6–4, 6–3                |
| Finalistka | 17. | 16. června 2024   | Nottingham, Spojené království        | WTA 250           | tráva      | Katie Boulterová            | 6–4, 3–6, 2–6           |

### Čtyřhra: 7 (5–2)
| Stav       | č. | datum             | turnaj                         | kategorie         | povrch    | spoluhráčka           | soupeřky ve finále                             | výsledek          |
| ---------- | -- | ----------------- | ------------------------------ | ----------------- | --------- | --------------------- | ---------------------------------------------- | ----------------- |
| Finalistka | 1. | 13. července 2011 | Palermo, Itálie                | International     | antuka    | Kristýna Plíšková     | Katarzyna Piterová Kristina Mladenovicová      | 1–6, 7–5, [8–10]  |
| Vítězka    | 1. | 13. října 2013    | Linec, Rakousko                | International     | tvrdý (h) | Kristýna Plíšková     | Gabriela Dabrowská Alicja Rosolská             | 7–6(8–6), 6–4     |
| Vítězka    | 2. | 24. května 2014   | Norimberk, Německo             | International     | antuka    | Michaëlla Krajiceková | Šachar Pe'erová Ioana Raluca Olaruová          | 6–0, 4–6, [10–6]  |
| Vítězka    | 3. | 13. července 2014 | Bad Gastein, Rakousko          | International     | antuka    | Kristýna Plíšková     | María Teresa Torrová Florová Andreja Klepačová | 4–6, 6–3, [10–6]  |
| Vítězka    | 4. | 14. září 2014     | Hongkong, Hongkong             | International     | tvrdý     | Kristýna Plíšková     | Patricia Mayr-Achleitnerová Arina Rodionovová  | 6–2, 2–6, [12–10] |
| Finalistka | 2. | 19. března 2016   | Indian Wells, Spojené státy    | Premier Mandatory | tvrdý     | Julia Görgesová       | Bethanie Matteková-Sandsová Coco Vandewegheová | 6–4, 4–6, [6–10]  |
| Vítězka    | 5. | 19. června 2016   | Birmingham, Spojené království | Premier           | tráva     | Barbora Strýcová      | Vania Kingová Alla Kudrjavcevová               | 6–3, 7–6(7–1)     |

## Finále soutěží družstev: 2 (2–0)
| Stav    | č. | ddatum                 | soutěž                     | povrch    | spoluhráči                                    | finalisté                                                                          | výsledek   |
| ------- | -- | ---------------------- | -------------------------- | --------- | --------------------------------------------- | ---------------------------------------------------------------------------------- | ---------- |
| Vítězka | 1. | 14.–15. listopadu 2015 | Fed Cup Praha, Česko       | tvrdý (h) | Petra Kvitová Lucie Šafářová Barbora Strýcová | Maria Šarapovová Jekatěrina Makarovová Anastasija Pavljučenkovová Jelena Vesninová | 3–2 detail |
| Vítězka | 2. | 12.–13. listopadu 2016 | Fed Cup Štrasburk, Francie | tvrdý (h) | Petra Kvitová Barbora Strýcová Lucie Hradecká | Caroline Garciaová Kristina Mladenovicová Alizé Cornetová Pauline Parmentierová    | 3–2 detail |

## Finále na okruhu ITF
| Dotace turnajů okruhu ITF | Dotace turnajů okruhu ITF |
| ------------------------- | ------------------------- |
| 100 000 $ tournaments     | 80 000 $ tournaments      |
| 75 000 $ tournaments      | 60 000 $ tournaments      |
| 50 000 $ tournaments      | 25 000 $ tournaments      |
| 15 000 $ tournaments      | 10 000 $ tournaments      |

### Dvouhra: 16 (10–6)
| Stav       | č.  | datum              | turnaj                         | povrch      | soupeřka ve finále | výsledek                 |
| ---------- | --- | ------------------ | ------------------------------ | ----------- | ------------------ | ------------------------ |
| Vítězka    | 1.  | 14. dubna 2008     | Bol, Chorvatsko                | antuka      | Florence Haringová | 6–4, 7–5                 |
| Vítězka    | 2.  | 25. května 2009    | Grado, Itálie                  | antuka      | Julia Schruffová   | 7–6(7–2), 7–5            |
| Vítězka    | 3.  | 7. září 2009       | Noto, Japonsko                 | koberec     | Šiho Hisamacuová   | 3–6, 7–6(7–2), 7–6(11–9) |
| Vítězka    | 4.  | 26. dubna 2010     | Gifu, Japonsko                 | antuka      | Sun Šeng-nan       | 6–2, 7–5                 |
| Finalistka | 1.  | 10. května 2010    | Kurume, Japonsko               | antuka      | Kristýna Plíšková  | 7–5, 2–6, 0–6            |
| Vítězka    | 5.  | 24. října 2010     | Glasgow, Spojené království    | tvrdý       | Eirini Georgatou   | 3–6, 6–0, 6–3            |
| Finalistka | 2.  | 5. června 2011     | Přerov, Česko                  | antuka      | Réka Luca Janiová  | 0–6, 3–6                 |
| Finalistka | 3.  | 17. července 2011  | Darmstadt, Německo             | antuka      | Mandy Minellaová   | 6–7(5–7), 2–6            |
| Vítězka    | 6.  | 23. října 2011     | Makinohara, Japonsko           | koberec     | Erika Semaová      | 6–7(5–7), 6–2, 6–0       |
| Vítězka    | 7.  | 30. října 2011     | Hamana, Japonsko               | koberec     | Džunri Namigatová  | 6–2, 7–6(7–4)            |
| Finalistka | 4.  | 20. listopadu 2011 | Bratislava, Slovensko          | tvrdý (h)   | Lesja Curenková    | 5–7, 3–6                 |
| Finalistka | 5.  | 4. prosince 2011   | Vendryně, Česko                | tvrdý (h)   | Amra Sadikovićová  | 7–5, 1–6, 6–7(5–7)       |
| Vítězka    | 8.  | 30. ledna 2012     | Grenoble, Francie              | tvrdý (h)   | Kristýna Plíšková  | 7–6(13–11), 7–6(8–6)     |
| Vítězka    | 9.  | 12. listopadu 2012 | Zawada, Polsko                 | koberec (h) | Ana Vrljičová      | 6–3, 6–2                 |
| Finalistka | 6.  | 8. června 2013     | Nottingham, Spojené království | tráva       | Petra Martićová    | 3–6, 3–6                 |
| Vítězka    | 10. | 14. září 2013      | San-ja, Čína                   | tvrdý       | Čeng Saj-saj       | 6–3, 6–4                 |

### Čtyřhra: 12 (6–6)
| Stav       | č. | datum              | turnaj                         | povrch      | spoluhráčka         | soupeřky ve finále                         | výsledek               |
| ---------- | -- | ------------------ | ------------------------------ | ----------- | ------------------- | ------------------------------------------ | ---------------------- |
| Finalistka | 1. | 10. května 2010    | Kurume, Japonsko               | antuka      | Kristýna Plíšková   | Sun Šeng-nan Sü I-fan                      | 0–6, 3–6               |
| Vítězka    | 1. | 13. února 2011     | Rancho Mirage, Spojené státy   | tvrdý       | Kristýna Plíšková   | Naděžda Guskovová Sandra Zaniewská         | 6–7(6–8), 6–1, [10–5]  |
| Vítězka    | 2. | 4. června 2011     | Přerov, Česko                  | antuka      | Kateřina Kramperová | Ljudmyla Kičenoková Nadija Kičenoková      | 6–3, 6–4               |
| Finalistka | 2. | 11. července 2011  | Darmstadt, Německo             | antuka      | Hana Birnerová      | Natela Dzalamidzeová Anna Zajová           | 5–7, 6–2, [6–10]       |
| Vítězka    | 3. | 7. srpna 2011      | Vancouver, Kanada              | tvrdý       | Kristýna Plíšková   | Jamie Hamptonová Noppavan Lertčívakarnová  | 5–7, 6–2, [10–2]       |
| Finalistka | 3. | 6. listopadu 2011  | Tchaj-pej, Tchaj-wan           | tvrdý (h)   | Kristýna Plíšková   | Čan Jung-žan Čeng Ťie                      | 6–7(5–7), 7–5, [5–10]  |
| Finalistka | 4. | 20. listopadu 2011 | Bratislava, Slovensko          | tvrdý (h)   | Kristýna Plíšková   | Naomi Broadyová Kristina Mladenovicová     | 7–5, 4–6, [2–10]       |
| Vítězka    | 4. | 23. ledna 2012     | Andrézieux-Bouthéon, Francie   | tvrdý (h)   | Kristýna Plíšková   | Julie Coinová Eva Hrdinová                 | 6–4, 4–6, [10–5]       |
| Vítězka    | 5. | 30. ledna 2012     | Grenoble, Francie              | tvrdý (h)   | Kristýna Plíšková   | Valentyna Ivachněnková Maryna Zanevská     | 6–1, 6–3               |
| Finalistka | 5. | 17. září 2012      | Shrewsbury, Spojené království | tvrdý (h)   | Kristýna Plíšková   | Vesna Doloncová Stefanie Vögeleová         | 1–6, 7–6(7–3), [13–15] |
| Vítězka    | 6. | 12. listopadu 2012 | Zawada, Polsko                 | koberec (h) | Kristýna Plíšková   | Kristina Barroisová Sandra Klemenschitsová | 6–3, 6–1               |
| Finalistka | 7. | 1. prosince 2012   | Dubaj, SAE                     | tvrdý       | Eva Hrdinová        | Maria-Elena Camerinová Věra Duševinová     | 5–7, 3–6               |

## Finále juniorky Grand Slamu

### Dvouhra juniorek: 1 (1–0)
| Stav    | rok  | turnaj          | povrch | soupeřka ve finále | výsledek    |
| ------- | ---- | --------------- | ------ | ------------------ | ----------- |
| Vítězka | 2010 | Australian Open | tvrdý  | Laura Robsonová    | 6–1, 7–6(5) |

## Chronologie výsledků

### Dvouhra
| Grand Slam                                                   |                     |                     |                     |                     |                     |                     |                     |                                |                                |                                |                                |                                |                                |                                |                                |                                |                                |                                |                |                |        |
| Australian Open                                              | nehrála             | nehrála             | nehrála             | nehrála             | Q1                  | Q1                  | 1R                  | 2R                             | 3R                             | 3R                             | ČF                             | ČF                             | SF                             | 3R                             | 3R                             | A                              | ČF                             | 1R                             | 0 / 11         | 26–11          |        |
| French Open                                                  | nehrála             | nehrála             | nehrála             | nehrála             | Q2                  | 1R                  | 1R                  | 2R                             | 2R                             | 1R                             | SF                             | 3R                             | 3R                             | 2R                             | 2R                             | 2R                             | 1R                             | 1R                             | 0 / 13         | 14–13          |        |
| Wimbledon                                                    | nehrála             | nehrála             | nehrála             | Q1                  | A                   | 1R                  | 2R                  | 2R                             | 2R                             | 2R                             | 2R                             | 4R                             | 4R                             | NH1                            | F                              | 2R                             | 1R                             | 1R                             | 0 / 12         | 18–12          |        |
| US Open                                                      | nehrála             | nehrála             | nehrála             | Q1                  | Q1                  | Q2                  | 1R                  | 3R                             | 1R                             | F                              | ČF                             | ČF                             | 4R                             | 2R                             | ČF                             | ČF                             | 2R                             | 2R                             | 0 / 12         | 30–12          |        |
| výhry–prohry                                                 | 0–0                 | 0–0                 | 0–0                 | 0–0                 | 0–0                 | 0–2                 | 1–4                 | 5–4                            | 4–4                            | 9–4                            | 14–4                           | 13–4                           | 13–4                           | 4–3                            | 13–4                           | 6–3                            | 5–4                            | 1–4                            | 0 / 48         | 88–48          |        |
| Národní reprezentace                                         |                     |                     |                     |                     |                     |                     |                     |                                |                                |                                |                                |                                |                                |                                |                                |                                |                                |                                |                |                |        |
| Letní olympijské hry                                         | NH                  | A                   | nekonaly se         | nekonaly se         | nekonaly se         | A                   | nekonaly se         | nekonaly se                    | nekonaly se                    | A                              | nekonaly se                    | nekonaly se                    | nekonaly se                    | nekonaly se                    | 3R                             | NH                             | NH                             | A                              | 0 / 1          | 2–1            |        |
| Billie Jean King Cup                                         | A                   | A                   | A                   | A                   | A                   | A                   | A                   | A                              | Vítěz                          | Vítěz                          | SF                             | Vítěz                          | ČF                             | NH1                            | A                              | SF                             | A                              | A                              | 3 / 6          | 11–7           |        |
| Závěrečné turnaje roku                                       |                     |                     |                     |                     |                     |                     |                     |                                |                                |                                |                                |                                |                                |                                |                                |                                |                                |                                |                |                |        |
| Turnaj mistryň                                               | nekvalifikována     | nekvalifikována     | nekvalifikována     | nekvalifikována     | nekvalifikována     | nekvalifikována     | nekvalifikována     | nekvalifikována                | nekvalifikována                | ZS                             | SF                             | SF                             | SF                             | NH1                            | ZS                             | nekvalifikována                | nekvalifikována                | nekvalifikována                | 0 / 5          | 9–9            |        |
| WTA Elite Trophy                                             | nekonal se          | nekonal se          | nekvalifikována     | nekvalifikována     | nekvalifikována     | nekvalifikována     | nekvalifikována     | nekvalifikována                | F                              | nekvalifikována                | nekvalifikována                | nekvalifikována                | nekvalifikována                | NH                             | NH                             | NH                             | DNQ                            | NH                             | 0 / 1          | 3–1            |        |
| Turnaje WTA 1000 (dříve WTA Premier Mandatory a Premier 5)   |                     |                     |                     |                     |                     |                     |                     |                                |                                |                                |                                |                                |                                |                                |                                |                                |                                |                                |                |                |        |
| Dauhá                                                        | NP5                 | A                   | nekonal se          | nekonal se          | NP5                 | nehrála             | nehrála             | 2R                             | NP5                            | 1R                             | NP5                            | 3R                             | NP5                            | 3R                             | NW1                            | A                              | NW1                            | SF                             | 0 / 5          | 7–4            |        |
| Dubaj                                                        | na jako Tier I      | na jako Tier I      | nehrála             | nehrála             | nehrála             | ne Premier 5        | ne Premier 5        | ne Premier 5                   | F                              | NP5                            | 2R                             | NP5                            | ČF                             | NP5                            | 3R                             | NW1                            | ČF                             | 3R                             | 0 / 6          | 13–5           |        |
| Indian Wells                                                 | nehrála             | nehrála             | nehrála             | nehrála             | nehrála             | Q1                  | Q1                  | 3R                             | 4R                             | SF                             | SF                             | ČF                             | ČF                             | NH1                            | 3R                             | 2R                             | 4R                             | 1R                             | 0 / 10         | 21–10          |        |
| Miami                                                        | nehrála             | nehrála             | nehrála             | nehrála             | nehrála             | nehrála             | 2R                  | 1R                             | ČF                             | 2R                             | SF                             | ČF                             | F                              | NH1                            | 3R                             | 2R                             | 3R                             | 1R                             | 0 / 11         | 19–11          |        |
| Madrid                                                       | nekonal se          | nekonal se          | nehrála             | nehrála             | nehrála             | nehrála             | Q1                  | 1R                             | 2R                             | 2R                             | 2R                             | SF                             | 2R                             | NH1                            | 2R                             | 1R                             | A                              | A                              | 0 / 8          | 9–8            |        |
| Řím                                                          | nehrála             | nehrála             | nehrála             | nehrála             | nehrála             | nehrála             | nehrála             | nehrála                        | 1R                             | 1R                             | ČF                             | 2R                             | Vítěz                          | F                              | F                              | 2R                             | 2R                             | A                              | 1 / 9          | 15–8           |        |
| Kanada                                                       | nehrála             | nehrála             | nehrála             | nehrála             | nehrála             | nehrála             | Q1                  | 2R                             | 1R                             | 3R                             | ČF                             | 2R                             | ČF                             | NH1                            | F                              | SF                             | 2R                             | 2R                             | 0 / 10         | 17–10          |        |
| Cincinnati                                                   | ne jako Tier I      | ne jako Tier I      | nehrála             | nehrála             | nehrála             | Q2                  | Q2                  | Q1                             | 3R                             | Vítěz                          | SF                             | 2R                             | ČF                             | 2R                             | SF                             | 2R                             | 1R                             | 1R                             | 1 / 10         | 17–9           |        |
| Tokio                                                        | nehrála             | nehrála             | nehrála             | nehrála             | 1R                  | nehrála             | nehrála             | nehrán jako Premier 5/WTA 1000 | nehrán jako Premier 5/WTA 1000 | nehrán jako Premier 5/WTA 1000 | nehrán jako Premier 5/WTA 1000 | nehrán jako Premier 5/WTA 1000 | nehrán jako Premier 5/WTA 1000 | nehrán jako Premier 5/WTA 1000 | nehrán jako Premier 5/WTA 1000 | nehrán jako Premier 5/WTA 1000 | nehrán jako Premier 5/WTA 1000 | nehrán jako Premier 5/WTA 1000 | 0 / 1          | 0–1            |        |
| Wu-chan                                                      | nekonal se          | nekonal se          | nekonal se          | nekonal se          | nekonal se          | nekonal se          | nekonal se          | 3R                             | ČF                             | 3R                             | ČF                             | 2R                             | 3R                             | nekonal se                     | nekonal se                     | nekonal se                     | nekonal se                     | A                              | 0 / 6          | 8–6            |        |
| Peking                                                       | ne jako Tier I      | ne jako Tier I      | nehrála             | nehrála             | nehrála             | nehrála             | Q2                  | 1R                             | 1R                             | 3R                             | 3R                             | 3R                             | 1R                             | nekonal se                     | nekonal se                     | nekonal se                     | A                              | A                              | 0 / 6          | 6–6            |        |
| Guadalajara                                                  | nekonal se          | nekonal se          | nekonal se          | nekonal se          | nekonal se          | nekonal se          | nekonal se          | nekonal se                     | nekonal se                     | nekonal se                     | nekonal se                     | nekonal se                     | nekonal se                     | nekonal se                     | nekonal se                     | 1R                             | 2R                             | NW1                            | 0 / 2          | 1–2            |        |
| Turnaje WTA 500 (dříve WTA Premier)                          |                     |                     |                     |                     |                     |                     |                     |                                |                                |                                |                                |                                |                                |                                |                                |                                |                                |                                |                |                |        |
| Brisbane                                                     | nehrán jako Premier | nehrán jako Premier | nehrán jako Premier | nehrán jako Premier | nehrán jako Premier | A                   | Q1                  | A                              | 2R                             | A                              | Vítěz                          | SF                             | Vítěz                          | Vítěz                          | nekonal se                     | nekonal se                     | nekonal se                     | 3R                             | 3 / 6          | 18–3           |        |
| Adelaide                                                     | nekonal se          | nekonal se          | nekonal se          | nekonal se          | nekonal se          | nekonal se          | nekonal se          | nekonal se                     | nekonal se                     | nekonal se                     | nekonal se                     | nekonal se                     | nekonal se                     | nekonal se                     | nekonal se                     | nekonal se                     | 1R                             | 1R                             | 0 / 2          | 0–2            |        |
| Dubaj                                                        | nehrán jako Premier | nehrán jako Premier | nehrán jako Premier | nehrán jako Premier | nehrán jako Premier | A                   | Q1                  | 1R                             | NP                             | 1R                             | NP                             | ČF                             | NP                             | ČF                             | NW5                            | A                              | NW5                            | NW5                            | 0 / 4          | 2–4            |        |
| Dauhá                                                        | nehrán jako Premier | nehrán jako Premier | nehrán jako Premier | nehrán jako Premier | A                   | nehrán jako Premier | nehrán jako Premier | nehrán jako Premier            | 2K                             | NP                             | Vítěz                          | NP                             | A                              | NP                             | ČF                             | NW5                            | 1R                             | NW5                            | 1 / 4          | 6–3            |        |
| Stuttgart                                                    | nehrála             | nehrála             | nehrála             | nehrála             | nehrála             | nehrála             | nehrála             | nehrála                        | nehrála                        | ČF                             | ČF                             | Vítěz                          | 2R                             | NH 1                           | ČF                             | 2R                             | ČF                             | A                              | 1 / 7          | 13–6           |        |
| Eastbourne                                                   | nehrála             | nehrála             | nehrála             | nehrála             | nehrála             | nehrála             | Q3                  | Q3                             | 3R                             | F                              | Vítěz                          | ČF                             | Vítěz                          | NH1                            | 1R                             | 2R                             | 2R                             | A                              | 2 / 8          | 17–6           |        |
| Čeng-čou                                                     | nekonal se          | nekonal se          | nekonal se          | nekonal se          | nekonal se          | nekonal se          | nekonal se          | nehrán jako Premier            | nehrán jako Premier            | nehrán jako Premier            | nehrán jako Premier            | nehrán jako Premier            | Vítěz                          | nekonal se                     | nekonal se                     | nekonal se                     | A                              | A                              | 1 / 1          | 4–0            |        |
| Tokio                                                        | nehrán jako Premier | nehrán jako Premier | nehrán jako Premier | nehrán jako Premier | nehrán jako Premier | nehrán jako Premier | nehrán jako Premier | A                              | ČF                             | 2R                             | ČF                             | Vítěz                          | A                              | nekonal se                     | nekonal se                     | 2R                             | A                              | A                              | 1 / 5          | 7–4            |        |
| Celková statistika všech turnajů WTA Tour                    |                     |                     |                     |                     |                     |                     |                     |                                |                                |                                |                                |                                |                                |                                |                                |                                |                                |                                |                |                |        |
| Turnaje                                                      | 1                   | 1                   | 1                   | 1                   | 3                   | 6                   | 16                  | 26                             | 26                             | 22                             | 20                             | 23                             | 19                             | 9                              | 19                             | 19                             | 20                             | 18                             | 250            | 250            | 250    |
| Tituly                                                       | 0                   | 0                   | 0                   | 0                   | 0                   | 0                   | 1                   | 2                              | 1                              | 2                              | 3                              | 2                              | 4                              | 1                              | 0                              | 0                              | 0                              | 1                              | 17             | 17             | 17     |
| Finálové účasti                                              | 0                   | 0                   | 0                   | 0                   | 0                   | 0                   | 1                   | 5                              | 6                              | 4                              | 3                              | 3                              | 5                              | 2                              | 3                              | 0                              | 0                              | 2                              | 34             | 34             | 34     |
| tvrdý V–P                                                    | 0–0                 | 0–0                 | 0–0                 | 0–0                 | 0–2                 | 1–3                 | 8–8                 | 36–18                          | 40–20                          | 28–15                          | 39–12                          | 32–16                          | 35–12                          | 9–5                            | 23–12                          | 12–12                          | 14–13                          | 15–10                          | 292–159        | 292–159        |        |
| antuka V–P                                                   | 0–1                 | 2–1                 | 0–1                 | 0–1                 | 0–1                 | 0–2                 | 2–5                 | 7–4                            | 7–3                            | 6–5                            | 9–5                            | 12–4                           | 8–3                            | 5–2                            | 8–4                            | 6–6                            | 2–3                            | 1–3                            | 75–54          | 75–54          |        |
| tráva V–P                                                    | 0–0                 | 0–0                 | 0–0                 | 0–0                 | 0–0                 | 0–1                 | 1–2                 | 1–2                            | 6–3                            | 10–3                           | 5–1                            | 5–3                            | 9–2                            | 0–0                            | 6–3                            | 3–3                            | 1–3                            | 4–3                            | 51–29          | 51–29          |        |
| celkem V–P                                                   | 0–1                 | 2–1                 | 0–1                 | 0–1                 | 0–3                 | 1–6                 | 11–15               | 44–24                          | 53–26                          | 44–23                          | 53–18                          | 49–23                          | 52–17                          | 14–8                           | 37–19                          | 21–21                          | 17–19                          | 20–16                          | 418–242        | 418–242        |        |
| % výher                                                      | 0%                  | 66,7 %              | 0%                  | 0%                  | 0%                  | 14,3 %              | 42,3 %              | 64,7 %                         | 66,7 %                         | 65,6 %                         | 75,8 %                         | 69,4 %                         | 75 %                           | 66 %                           | 66 %                           | 50 %                           | 47 %                           | 56 %                           | 63,3 %         | 63,3 %         | 63,3 % |
| Konečný žebříček                                             | 860.                | 427.                | 228.                | 203.                | 159.                | 110.                | 67.                 | 24.                            | 11.                            | 6.                             | 4.                             | 8.                             | 2.                             | 6.                             | 4.                             | 31.                            | 38.                            | 41.                            | 26 111 050 USD | 26 111 050 USD |        |
| 1 –turnaje zrušené/odložené v důsledku pandemie korovinaviru |                     |                     |                     |                     |                     |                     |                     |                                |                                |                                |                                |                                |                                |                                |                                |                                |                                |                                |                |                |        |

### Čtyřhra
| Grand Slam                                                 |                 |                 |                 |                 |       |                 |                 |                 |             |                 |                 |                 |        |        |
| Australian Open                                            | A               | A               | 1R              | 1R              | SF    | 1R              | A               | A               | A           | A               | A               | A               | 0 / 4  | 4–4    |
| French Open                                                | A               | 1R              | 1R              | 2R              | 3R    | A               | A               | A               | A           | ČF              | A               | A               | 0 / 5  | 6–5    |
| Wimbledon                                                  | Q2              | 1R              | 1R              | 1R              | SF    | A               | A               | A               | NH          | A               | A               | A               | 0 / 4  | 4–4    |
| US Open                                                    | 1R              | 1R              | 1R              | 1R              | 3R    | A               | A               | A               | A           | A               | A               | 3R              | 0 / 6  | 4–6    |
| výhry–prohry                                               | 0–1             | 0–3             | 0–4             | 1–4             | 12–4  | 0–1             | 0–0             | 0–0             | 0–0         | 3–1             | 0–0             | 2–1             | 0 / 19 | 18–19  |
| Závěrečné turnaje roku                                     |                 |                 |                 |                 |       |                 |                 |                 |             |                 |                 |                 |        |        |
| Turnaj mistryň                                             | nekvalifikována | nekvalifikována | nekvalifikována | nekvalifikována | ČF    | nekvalifikována | nekvalifikována | nekvalifikována | NH          | nekvalifikována | nekvalifikována | nekvalifikována | 0 / 1  | 0–1    |
| Národní reprezentace                                       |                 |                 |                 |                 |       |                 |                 |                 |             |                 |                 |                 |        |        |
| Letní olympijské hry                                       | A               | nekonaly se     | nekonaly se     | nekonaly se     | A     | nekonaly se     | nekonaly se     | nekonaly se     | nekonaly se | 2R              | NH              | NH              | 0 / 1  | 1–1    |
| Turnaje WTA 1000 (dříve WTA Premier Mandatory a Premier 5) |                 |                 |                 |                 |       |                 |                 |                 |             |                 |                 |                 |        |        |
| Dauhá                                                      | A               | A               | 2R              | NP5             | A     | NP5             | A               | NP5             | A           | NW1             | A               | NW1             | 0 / 1  | 1–1    |
| Dubaj                                                      | ne Premier 5    | ne Premier 5    | ne Premier 5    | 1R              | NP5   | A               | NP5             | A               | NP5         | 2R              | NW1             | A               | 0 / 2  | 1–2    |
| Indian Wells                                               | A               | A               | A               | 1R              | F     | 1R              | 1R              | 1R              | NH          | A               | A               | 1R              | 0 / 6  | 4–6    |
| Miami                                                      | A               | A               | A               | 1R              | 1R    | A               | A               | A               | NH          | A               | A               | A               | 0 / 2  | 0–2    |
| Madrid                                                     | A               | A               | A               | SF              | 1R    | A               | 2R              | A               | NH          | A               | 2R              | A               | 0 / 4  | 5–3    |
| Řím                                                        | A               | A               | A               | 1R              | 2R    | 1R              | 2R              | 1R              | A           | A               | 2R              | A               | 0 / 5  | 3–5    |
| Kanada                                                     | A               | A               | 2R              | SF              | 2R    | 2R              | 2R              | 2R              | NH          | 2R              | A               | 1R              | 0 / 7  | 9–7    |
| Cincinnati                                                 | A               | A               | 2R              | 1R              | SF    | A               | A               | SF              | A           | A               | A               | 2R              | 0 / 5  | 8–4    |
| Wu-chan                                                    | NH              | NH              | 1R              | ČF              | 2R    | A               | A               | A               | nekonal se  | nekonal se      | nekonal se      | nekonal se      | 0 / 3  | 3–3    |
| Peking                                                     | A               | A               | 1R              | ČF              | ČF    | A               | A               | SF              | nekonal se  | nekonal se      | nekonal se      | A               | 0 / 5  | 7–5    |
| celkem V–P                                                 | 7–6             | 14–9            | 21–16           | 15–16           | 33–13 | 1–4             | 5–4             | 9–5             | 2–2         | 6–5             | 2–3             | 3–3             | 119–91 | 119–91 |

## Nasazení na Grand Slamu
| Rok  | Australian Open | French Open   | Wimbledon     | US Open    |
| ---- | --------------- | ------------- | ------------- | ---------- |
| 2012 | nehrála         | kvalifikantka | kvalifikantka | nehrála    |
| 2013 | nenasazena      | nenasazena    | nenasazena    | nenasazena |
| 2014 | nenasazena      | nenasazena    | nenasazena    | nenasazena |
| 2015 | 22.             | 12.           | 11.           | 8.         |
| 2016 | 9.              | 17.           | 15.           | 10.        |
| 2017 | 5.              | 2.            | 3.            | 1.         |
| 2018 | 6.              | 6.            | 7.            | 8.         |
| 2019 | 7.              | 2.            | 3.            | 3.         |
| 2020 | 2.              | 2.            | nehráno       | 1.         |
| 2021 | 6.              | 9.            | 10.           | 4.         |
| 2022 | nehrála         | 8.            | 6.            | 22.        |
| 2023 | 30.             | 16.           | 18.           | 25.        |
| 2024 | nenasazena      | nenasazena    | nenasazena    | nenasazena |

## Výhry nad hráčkami Top 10
Přehled uvádí vyhrané zápasy Plíškové ve dvouhře nad tenistkami, které v době utkání figurovaly do 10. místa žebříčku WTA.

### Přehled sezón
| Sezóna      | 2014 | 2015 | 2016 | 2017 | 2018 | 2019 | 2020 | 2021 | 2022 | 2023 | 2024 | Celkem |
| ----------- | ---- | ---- | ---- | ---- | ---- | ---- | ---- | ---- | ---- | ---- | ---- | ------ |
| počet výher | 2    | 3    | 7    | 8    | 6    | 5    | 1    | 4    | 1    | 2    | 1    | 40     |

### Přehled výher
| Č.                                     | hráčka top 10             | WTA | turnaj                                | povrch     | fáze             | skóre                     | KP  |
| -------------------------------------- | ------------------------- | --- | ------------------------------------- | ---------- | ---------------- | ------------------------- | --- |
| Sezóna 2014                            |                           |     |                                       |            |                  |                           |     |
| 1.                                     | Angelique Kerberová       | 9.  | Norimberk, Německo                    | antuka     | čtvrtfinále      | 7–6(7–5), 6–4             | 64. |
| 2.                                     | Ana Ivanovićová           | 9.  | US Open, New York, Spojené státy      | tvrdý      | 2. kolo          | 7–5, 6–4                  | 42. |
| Sezóna 2015                            |                           |     |                                       |            |                  |                           |     |
| 3.                                     | Angelique Kerberová       | 9.  | Sydney, Austrálie                     | tvrdý      | semifinále       | 6–3, 6–2                  | 22. |
| 4.                                     | Ana Ivanovićová           | 6.  | Dubaj, Spojené arabské emiráty        | tvrdý      | 3. kolo          | 6–2, 4–6, 6–4             | 18, |
| 5.                                     | Carla Suárezová Navarrová | 9.  | Birmingham, Spojené království        | tráva      | čtvrtfinále      | 6–2, 6–2                  | 12. |
| Sezóna 2016                            |                           |     |                                       |            |                  |                           |     |
| 6.                                     | Simona Halepová           | 3.  | Fed Cup, Kluž, Rumunsko               | tvrdý (h)  | čtvrtfinále      | 6–7(4–7), 6–4, 6–2        | 13. |
| 7.                                     | Světlana Kuzněcovová      | 10. | Cincinnati, Spojené státy             | tvrdý      | čtvrtfinále      | 6–3, 4–6, 6–2             | 17. |
| 8.                                     | Garbiñe Muguruzaová       | 3.  | Cincinnati, Spojené státy             | tvrdý      | semifinále       | 6–1, 6–3                  | 17. |
| 9.                                     | Angelique Kerberová       | 2.  | Cincinnati, Spojené státy             | tvrdý      | finále           | 6–3, 6–1                  | 17. |
| 10.                                    | Venus Williamsová         | 6.  | US Open, New York, Spojené státy      | tvrdý      | 4. kolo          | 4–6, 6–4, 7–6(7–3)        | 11. |
| 11.                                    | Serena Williamsová        | 1.  | US Open, New York, Spojené státy      | tvrdý      | semifinále       | 6–2, 7–6(7–5)             | 11. |
| 12.                                    | Garbiñe Muguruzaová       | 6.  | WTA Finals, Singapur                  | tvrdý (h)  | základní skupina | 6–2, 6–7(4–7), 7–5        | 5.  |
| Sezóna 2017                            |                           |     |                                       |            |                  |                           |     |
| 13.                                    | Garbiñe Muguruzaová       | 7.  | Fed Cup, Ostrava, Česko               | tvrdý (h)  | čtvrtfinále      | 6–2, 6–2                  | 3.  |
| 14.                                    | Dominika Cibulková        | 5.  | Dauhá, Katar                          | tvrdý      | semifinále       | 6–4, 4–6, 6–3             | 3.  |
| 15.                                    | Garbiñe Muguruzavá        | 7.  | Indian Wells, Spojené státy           | tvrdý      | čtvrtfinále      | 7–6(7–2), 7–6(7–5)        | 3.  |
| 16.                                    | Světlana Kuzněcovová      | 8.  | Eastbourne, Spojené království        | tráva      | čtvrtfinále      | 6–7(7–9), 6–2, 6–4        | 3.  |
| 17.                                    | Caroline Wozniacká        | 6.  | Eastbourne, Spojené království        | tráva      | finále           | 6–4, 6–4                  | 3.  |
| 18.                                    | Caroline Wozniacká        | 5.  | Cincinnati, Spojené státy             | tráva      | semifinále       | 6–2, 6–4                  | 1.  |
| 19.                                    | Venus Williamsová         | 5.  | WTA Finals, Singapur                  | tvrdý (h)  | základní skupina | 6–2, 6–2                  | 3.  |
| 20.                                    | Garbiñe Muguruzaová       | 2.  | WTA Finals, Singapur                  | tvrdý (h)  | základní skupina | 6–2, 6–2                  | 3.  |
| Sezóna 2018                            |                           |     |                                       |            |                  |                           |     |
| 21.                                    | Jeļena Ostapenková        | 5.  | Stuttgart, Německo                    | antuka (h) | čtvrtfinále      | 5–7, 7–5, 6–4             | 6.  |
| 22.                                    | Sloane Stephensová        | 9.  | Madrid, Madrid                        | antuka     | 3. kolo          | 6–2, 6–3                  | 6.  |
| 23.                                    | Simona Halepová           | 1.  | Madrid, Španělsko                     | antuka     | čtvrtfinále      | 6–4, 6–3                  | 6.  |
| 24.                                    | Naomi Ósakaová            | 7.  | Tokio, Japonsko                       | tvrdý (h)  | finále           | 6–4, 6–4                  | 8.  |
| 25.                                    | Caroline Wozniacká        | 3.  | WTA Finals, Singapore                 | tvrdý (h)  | základní skupina | 6–2, 6–4                  | 8.  |
| 26.                                    | Petra Kvitová             | 5.  | WTA Finals, Singapur                  | tvrdý (h)  | základní skupina | 6–3, 6–4                  | 8.  |
| Sezóna 2019                            |                           |     |                                       |            |                  |                           |     |
| 27.                                    | Simona Halepová           | 3.  | Miami, Spojené státy                  | tvrdý      | semifinále       | 7–5, 6–1                  | 7.  |
| 28.                                    | Kiki Bertensová           | 4.  | Eastbourne, Spojené království        | tráva      | semifinále       | 6–1, 6–2                  | 3.  |
| 29.                                    | Angelique Kerberová       | 5.  | Eastbourne, Spojené království        | tráva      | finále           | 6–1, 6–4                  | 3.  |
| 30.                                    | Bianca Andreescuová       | 4.  | WTA Finals, Šen-čen, Čína             | tvrdý (h)  | základní skupina | 6–3, skreč                | 2.  |
| 31.                                    | Simona Halepová           | 5.  | WTA Finals, Šen-čen, Čína             | tvrdý (h)  | základní skupina | 6–0, 2–6, 6–4             | 2.  |
| Sezóna 2020                            |                           |     |                                       |            |                  |                           |     |
| 32.                                    | Naomi Ósakaová            | 4.  | Brisbane, Austrálie                   | tvrdý      | semifinále       | 6–7(10–12), 7–6(7–3), 6–2 | 2.  |
| Sezóna 2021                            |                           |     |                                       |            |                  |                           |     |
| 33.                                    | Aryna Sabalenková         | 4.  | Wimbledon, Londýn, Spojené království | tráva      | semifinále       | 5–7, 6–4, 6–4             | 13. |
| 34.                                    | Aryna Sabalenková         | 3.  | Montréal, Kanada                      | tvrdý      | semifinále       | 6–3, 6–4                  | 6.  |
| 35.                                    | Garbiñe Muguruzaová       | 5.  | WTA Finals, Guadalajara, Mexiko       | tvrdý      | základní skupina | 4–6, 6–2, 7–6(8–6)        | 4.  |
| 36.                                    | Barbora Krejčíková        | 3.  | WTA Finals, Guadalajara, Mexiko       | tvrdý      | základní skupina | 0–6, 6–4, 6–4             | 4.  |
| Sezóna 2022                            |                           |     |                                       |            |                  |                           |     |
| 37.                                    | Maria Sakkariová          | 4.  | Toronto, Kanada                       | tvrdý      | 3. kolo          | 6–1, 6–7(9–11), 6–3       | 14. |
| Sezóna 2023                            |                           |     |                                       |            |                  |                           |     |
| 38.                                    | Maria Sakkariová          | 7.  | Dubaj, Spojené arabské emiráty        | tvrdý      | 2. kolo          | 6–1, 6–2                  | 18. |
| 39.                                    | Maria Sakkariová          | 9.  | Stuttgart, Německo                    | antuka (h) | 1. kolo          | 6–2, 6–3                  | 17. |
| Sezóna 2024                            |                           |     |                                       |            |                  |                           |     |
| 40.                                    | Ons Džabúrová             | 10. | Nottingham, Spojené království        | tráva      | čtvrtfinále      | 7–6(10–8), 6–7(3–7), 7–5  | 50. |
| výhra nad úřadující světovou jedničkou |                           |     |                                       |            |                  |                           |     |